# لا أورويا
لا أورويا (بالإنجليزية: La Oroya)‏ هي مدينة، تتبع مقاطعة لا أورويا، عاصمة منطقة يولي. وقد بلغ عدد سكانها 33,000 نسمة.